# Francis da Silva
Francis da Silva (* 1954) ist ein ehemaliger luxemburgischer Radrennfahrer und Sportlicher Leiter.

## Sportliche Laufbahn
Francis da Silva war im Straßenradsport aktiv. Seine Familie stammte aus Portugal. Den Grand Prix François-Faber konnte er 1980 vor Patrick Hermans gewinnen.
1984 siegte er im Etappenrennen Flèche du Sud vor Bjarne Riis. 1981 hatte er den dritten Rang in der Rundfahrt belegt.

## Familiäres
Seine Brüder Acácio da Silva und José Sa Silva waren ebenfalls Radrennfahrer.

## Berufliches
Nach seiner aktiven Karriere wurde er Sportlicher Leiter in luxemburgischen Radsportteams.